# Bałakyry
Bałakyry (ukr. Балакири) – wieś na Ukrainie, w obwodzie chmielnickim, w rejonie chmielnickim, w hromadzie Gródek. W 2001 roku liczyła 431 mieszkańców.